# Josef Dohr
Josef Dohr (* 20. Juli 1904 in Düsseldorf; † 3. Juli 1972 in Trier) war ein deutscher Politiker (FDP).

## Leben
Dohr besuchte die Volksschule und legte 1923 das Abitur am humanistischen Hohenzollern-Gymnasium in Düsseldorf ab. Danach studierte er Medizin in Freiburg, Kiel und Bonn, legte 1928 sein Staatsexamen ab und wurde 1929 zum Dr. med. promoviert. Bis 1933 machte er eine Facharztausbildung in Bonn, Krefeld und Köln und ließ sich 1933 als Facharzt für Hals-, Nasen- und Ohrenkrankheiten in Trier nieder. Er war leitender Arzt dieser Abteilung im Marienkrankenhaus in Trier. 1947 wurde er Gesellschafter der Strom-Verlag GmbH, Bad Kreuznach. Nach Kriegsende folgten führende Tätigkeiten in den ärztlichen Berufsorganisationen.

## Politik
1928 wurde er Mitglied der DDP, später der Staatspartei. Am 25. Mai 1939 beantragte er die Aufnahme in die NSDAP und wurde zum 1. Oktober desselben Jahres aufgenommen (Mitgliedsnummer 7.219.250). Er beteiligte sich 1946 mit Wilhelm Rautenstrauch an der Gründung der Liberalen Partei Rheinland-Pfalz, des späteren FDP-Landesverbandes, und war von 1947 bis 1951 deren Landesvorsitzender in Rheinland-Pfalz. Von 1. November 1956, als er für Erich Wilhelm Sartor nachrückte, bis 1959 gehörte er dem Rheinland-Pfälzischen Landtag an. Der Landtag wählte ihn bereits vorher zum Mitglied der ersten und zweiten Bundesversammlung, die 1949 und 1954 jeweils Theodor Heuss zum Bundespräsidenten wählte. 1955/1956 gehörte er dem FDP-Bundesvorstand an.
Dohr erhielt den Titel als Sanitätsrat sowie das Große Verdienstkreuz des Verdienstordens der Bundesrepublik Deutschland (1954).
Dohrs Bruder Heinz war in den 1950er Jahren FDP-Landtagsabgeordneter in Nordrhein-Westfalen.